# Theresa Wayman
Theresa Wayman (ur. 23 czerwca 1980 r. w Oregonie) – amerykańska wokalistka, gitarzystka, autorka tekstów i aktorka.
Debiutowała w 2002 roku bezimienną rolą w komediodramacie Żyć szybko, umierać młodo (The Rules of Attraction); wcieliła się w nim w postać niestabilnej emocjonalnie studentki-pracownicy uczelnianej stołówki, która − niedostrzegana przez ukochanego (w tej roli James Van Der Beek) − popełnia samobójstwo. Ponadto pojawiła się w filmach: Rift (2004; jako J.T.), Insult to Injury (2006; jako Ada), Pete Smalls Is Dead (2010; jako jedna z głównych bohaterek Saskia).
Najbardziej znana jest jako gitarzystka i wokalistka rockowego zespołu Warpaint, z którym od 2004 roku wydała dwie płyty. Obecnie występuje w nim z Emily Kokal, Stellą Mozgawa i Jenny Lee Lindberg.
W 2005 roku urodziła syna.